# ایستگاه فضایی میر-2
منامیر-۲ یک پروژه ایستگاه فضایی شوروی بود که در فوریه ۱۹۷۶ آغاز شد. برخی از ماژول‌هایی که برای میر-۲ ساخته شده بودند، در ایستگاه فضایی بین‌المللی (ISS) مورد استفاده قرار گرفتند. این پروژه تغییرات زیادی را تجربه کرد، اما همیشه بر پایه ماژول اصلی ایستگاه فضایی DOS-8، که به عنوان نسخه پشتیبان برای ماژول اصلی DOS-7 استفاده شده در ایستگاه میر ساخته شده بود، استوار بود. بلوک پایه DOS-8 در نهایت به عنوان ماژول زوزدا (Zvezda) در ISS استفاده شد. طراحی این ماژول به ایستگاه‌های سالیوت (Salyut) اولیه برمی‌گردد.

## تاریخچه پروژه
نمونه اولیه ماژول مرکزی به عنوان Polyus بود. میر-۲ قادر بود در عملیات عادی حداقل چهار ماژول را متصل کند.